# Klinken
Klinken är en säter strax nordväst om Ramundberget i Härjedalens kommun belägen efter älven Ljusnans källflöde.

## Historik
Denna säter har fått sitt namn efter den förste bosättaren Olof Svensson Backman med familj som slog sig ner på denna utpost i Härjedalen. Olof kallades för "Klinken", vilket är platsens nuvarande namn. Familjen på Klinken försörjde sig med flera olika sysslor som forkörningar till Norge, arbeten åt Ljusnedals bruk, insamling av näver och jordbruk med boskapsskötsel. Olof med familj emigrerade under 1860-talet till Amerika. Senare har Klinken fungerat som en fäbod. Området ingår nu i ett Natura 2000 område och vårdas i syfte att återskapa samt bibehålla traditionellt hävdade marktyper.

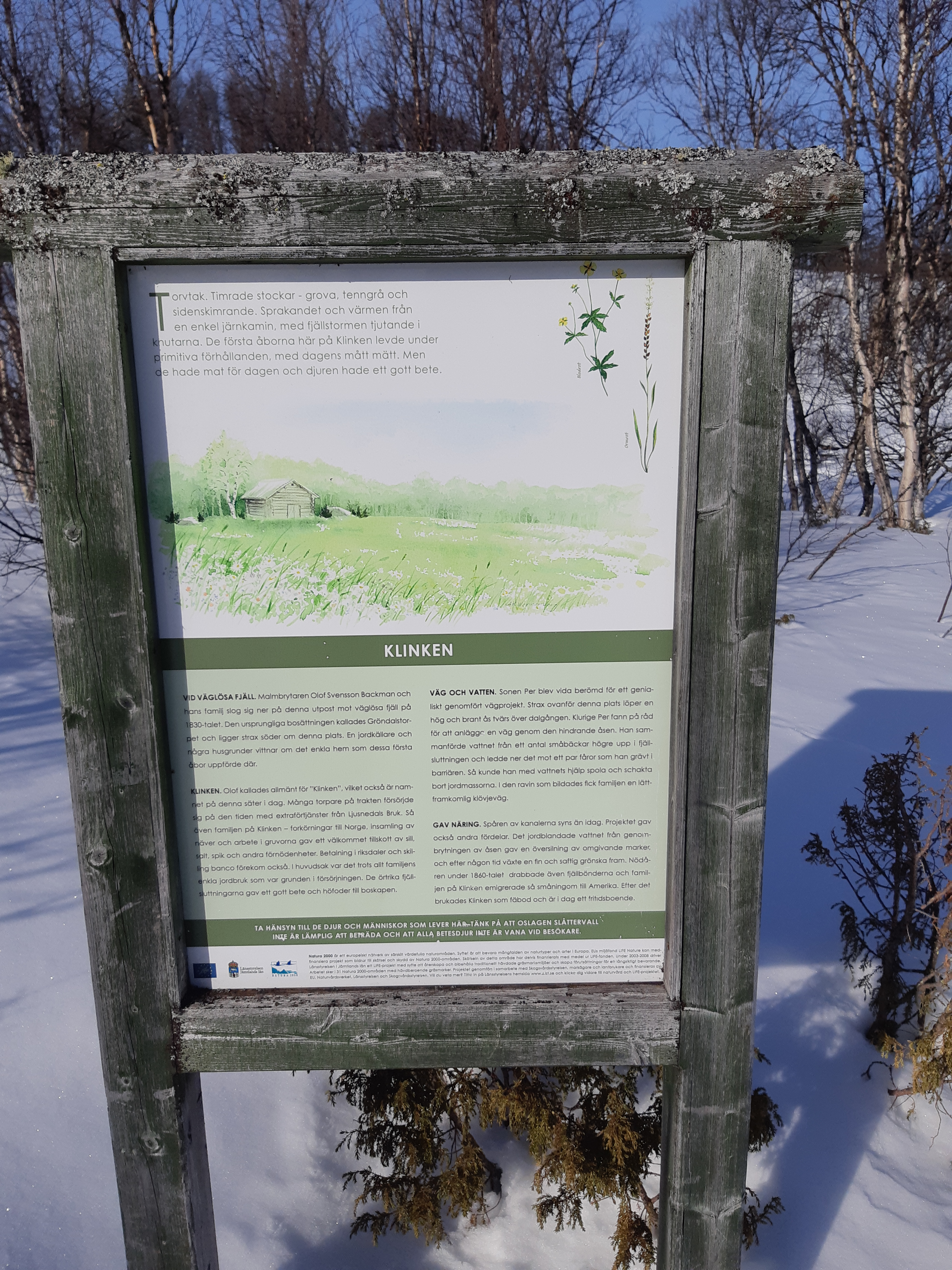
Informationstavla om Klinken.